# 刀盖罕
刀盖罕，明朝云南承宣布政使司威远州（今云南省景谷傣族彝族自治县）土知州，傣族。
明英宗正统二年（1437年），他派遣使者去明朝进贡马匹、银器，朝廷赐给他彩币。再派随乃吾等进贡，朝廷又赐给他信符、金牌、文绮、织金。正统六年（1441年）明廷颁给金牌，命他合兵征麓川。以战功升正五品，授任为奉政大夫、修正庶尹，封他的母亲为太宜人，赐诰命、银带、彩币。